# Gonzalo de Aguilera Munro
Gonzalo de Aguilera Munro (Madrid, 26 de diciembre de 1886-Salamanca, 15 de mayo de 1965) fue un aristócrata, terrateniente y capitán del ejército español en la Guerra Civil. Desempeñó la función de oficial de prensa de Franco y de Emilio Mola.

## Biografía
Era un terrateniente salmantino, de madre escocesa. Fue educado en diferentes países, aunque no pasó por la universidad, sino que siguió la carrera militar, como alguno de sus antepasados. Hablaba inglés, francés y alemán. Heredó el título de conde de Alba de Yeltes, y fue amigo del rey Alfonso XIII, por el que combatió durante la Guerra Civil.
Antiguo oficial de caballería y capitán del ejército franquista durante la guerra civil española, al estallar la guerra, según su propio relato, el conde de Alba de Yeltes alineó a los trabajadores de su finca y fusiló a seis de ellos para escarmiento de los demás. Su formación le valió para servir primero al general Mola y después a Franco como portavoz de las ideas del bando nacional y oficial de prensa y enlace con los visitantes extranjeros.
En los primeros días de la Guerra Civil el general Mola le adscribe como agregado al Estado Mayor de la 6.ª División con funciones de oficial de prensa.
Aguilera aireaba sin pudor alguno entre los periodistas extranjeros su peculiar ideología, calificada por el corresponsal estadounidense Hubert Renfro Knickerbocker como «antisemita, misógina y antidemocrática». Una entrevista realizada por este, publicada el 10 de mayo de 1937 en el Washington Times, le llevó a ser protagonista de una sesión de la Cámara de Representantes de los Estados Unidos —celebrada al día siguiente— en la que el congresista Jerry J. O'Connell citó por extenso sus comentarios. Sus ideas responden a las típicas de un aristócrata militar. Tenía, entre otras, una finca de gran tamaño en Carrascal de Sanchiricones.
Después de la guerra, rompió sus relaciones con el régimen franquista al poner de manifiesto ante el dictador que él había luchado por la monarquía y esperaba el retorno del rey. Se retiró a su finca de Salamanca, donde siguió escribiendo y anotando cada uno de los ejemplares de su amplia biblioteca. Al final de su vida padecía una progresiva inestabilidad mental, y el 28 de agosto de 1964 protagonizó un horrible episodio familiar, asesinando con una pistola a sus dos hijos (Gonzalo y Agustín, 47 y 39 años de edad, respectivamente), por lo que a su muerte su título nobiliario pasó directamente a su nieta, Marianela (Preston, 2004). Falleció en el Hospital Psiquiátrico de Salamanca donde fue recluido tras el suceso, de un edema pulmonar.

## Declaraciones a periodistas extranjeros durante la guerra civil
Relato a un periodista norteamericano:

"Todos nuestros males vienen de las alcantarillas. Las masas de este país no son como sus americanos, ni como los ingleses. Son esclavos. No sirven para nada, salvo para hacer de esclavos. Pero nosotros, las personas decentes, cometimos el error de darles casas nuevas en las ciudades en donde teníamos nuestras fábricas. En esas ciudades construimos alcantarillas, y las hicimos llegar hasta los barrios obreros. No contentos con la obra de Dios, hemos interferido en su voluntad. El resultado es que el rebaño de esclavos crece sin cesar. Si no tuviéramos cloacas en Madrid, Barcelona y Bilbao, todos esos líderes rojos habrían muerto de niños, en vez de excitar al populacho y hacer que se vierta la sangre de los buenos españoles. Cuando acabe la Guerra destruiremos las alcantarillas. El control de natalidad perfecto para España es el que Dios nos quiso dar. Las cloacas son un lujo que debe reservarse a quienes las merecen, los dirigentes de España, no el rebaño de esclavos"

Entrevista del capitán Aguilera con el escritor y soldado británico Peter Kemp:

"El gran error que han cometido los franquistas al empezar la Guerra Civil Española ha sido no fusilar de entrada a todos los limpiabotas. Un individuo que se arrodilla en el café o en plena calle a limpiarte los zapatos está predestinado a ser comunista. Entonces ¿por qué no matarlo de una vez y librarse de esa amenaza?"

Declaraciones al periodista norteamericano John T. Whitaker:

"Tenemos que matar, matar; ¿sabe usted? Son como animales, ¿sabe?, y no cabe esperar que se libren del virus del bolchevismo. Al fin y al cabo, ratas y piojos son los portadores de la peste. Ahora espero que comprenda usted qué es lo que entendemos por regeneración de España... Nuestro programa consiste... en exterminar un tercio de la población masculina de España. Con eso se limpiaría el país y nos desharíamos del proletariado. Además también es conveniente desde el punto de vista económico. No volverá a haber desempleo en España, ...¿se da cuenta?."

 (Preston, 2004)
Declaraciones al reportero norteamericano Hubert R. Knickerbocker:

"Vamos a ejecutar a cincuenta mil personas en Madrid. Y no importa adónde intenten escapar Azaña y Largo Caballero (el presidente del gobierno) y el resto, pues, aunque tengamos que estar años buscándoles por el mundo entero, les atraparemos y mataremos a todos y cada uno de ellos... De lo que no te das cuenta es de que cualquier demócrata estúpido, o como quieran llamarse, se presta a ciegas a los fines de la revolución roja. Los demócratas sois todos siervos del bolchevismo. Hitler es el único que sabe reconocer a un rojo cuando lo ve... Debemos destruir la prole de escuelas rojas que la llamada república instaló para enseñar a los esclavos a rebelarse. A las masas les basta con leer lo suficiente como para entender órdenes. Debemos restaurar la autoridad de la Iglesia. Los esclavos la necesitan para que les enseñe a comportarse... Es deplorable que las mujeres voten. Nadie debería votar, y mucho menos las mujeres... En nuestro estado, la gente tendrá libertad para callarse la boca."